# European Championships 2022/Teilnehmer (Belgien)
| Gelbes Symbol für Goldmedaillen mit stilisierten Olympischen Ringen | Graues Symbol für Silbermedaillen mit stilisierten Olympischen Ringen | Braundes Symbol für Bronzemedaillen mit stilisierten Olympischen Ringen |
| ------------------------------------------------------------------- | --------------------------------------------------------------------- | ----------------------------------------------------------------------- |
| 3                                                                   | 3                                                                     | 4                                                                       |

Belgien nahm mit 128 Athleten an den European Championships 2022 in München teil.

## Medaillen

### Medaillenspiegel
| Rang   | Sportart        | Gold | Silber | Bronze | Gesamt |
| ------ | --------------- | ---- | ------ | ------ | ------ |
| 1      | Bahnradsport    | 2    | 1      | 2      | 5      |
| 2      | Leichtathletik  | 1    | 1      | –      | 2      |
| 3      | Kanurennsport   | –    | 1      | 1      | 2      |
| 4      | Straßenradsport | –    | –      | 1      | 1      |
| Gesamt | Gesamt          | 3    | 3      | 4      | 10     |

### Medaillengewinner
| Name/n | Sportart        | Wettkampf           |
| --- | --------------- | ------------------- |
| Gold |                 |                     |
| Nafissatou Thiam                                                                                           | Leichtathletik  | Siebenkampf         |
| Lotte Kopecky                                                                                              | Bahnradsport    | Ausscheidungsfahren |
| Lotte Kopecky                                                                                              | Bahnradsport    | 25 km Punktefahren  |
| Silber |                 |                     |
| Robbe Ghys                                                                                                 | Bahnradsport    | 40 km Punkterennen  |
| Alexander Doom Julien Watrin Kévin Borlée Dylan Borlée Jonathan Borlée (Vorlauf) Jonathan Sacoor (Vorlauf) | Leichtathletik  | 4 × 400 m           |
| Lize Broekx Hermien Peters                                                                                 | Kanurennsport   | K-2 500 m           |
| Bronze |                 |                     |
| Jules Hesters                                                                                              | Bahnradsport    | Ausscheidungsfahren |
| Robbe Ghys Fabio Van den Bossche                                                                           | Bahnradsport    | Madison             |
| Tim Merlier                                                                                                | Straßenradsport | Straßenrennen       |
| Artuur Peters                                                                                              | Kanurennsport   | K-1 1000 m          |

## Teilnehmer nach Sportarten

### Kanurennsport
| Athleten                                                        | Wettbewerb | Vorlauf      | Vorlauf | Vorlauf       | Halbfinale   | Halbfinale | Halbfinale    | Finale        | Finale        | Rang   |
| Athleten                                                        | Wettbewerb | Zeit         | Rang    | Qualifikation | Zeit         | Rang       | Qualifikation | Zeit          | Rang          | Rang   |
| --------------------------------------------------------------- | ---------- | ------------ | ------- | ------------- | ------------ | ---------- | ------------- | ------------- | ------------- | ------ |
| Frauen                                                          |            |              |         |               |              |            |               |               |               |        |
| Lize Broekx Hermien Peters                                      | K-2 500 m  | 1:44,968 min | 2       | Halbfinale    | 1:42,612 min | 1          | A-Finale      | 1:42,230 min  | 2             | Silber |
| Lize Broekx Camille Dewaele Hermien Peters Amber Van Broekhoven | K-4 500 m  | 1:37,217 min | 6       | Halbfinale    | 1:37,640 min | 6          | –             | ausgeschieden | ausgeschieden | 12     |
| Männer                                                          |            |              |         |               |              |            |               |               |               |        |
| Artuur Peters                                                   | K-1 1000 m | 3:35,552 min | 1       | A-Finale      | –            | –          | –             | 3:32,401 min  | 3             | Bronze |
| Artuur Peters Bram Sikkens                                      | K-2 500 m  | 1:35,327 min | 3       | Halbfinale    | 1:30,541 min | 3          | A-Finale      | 1:33,080 min  | 8             | 8      |

### Leichtathletik
Laufen und Gehen
| Athleten | Wettbewerb          | Vorlauf      | Vorlauf | Halbfinale    | Halbfinale    | Finale           | Finale        | Rang   |
| Athleten | Wettbewerb          | Zeit         | Rang    | Zeit          | Rang          | Zeit             | Rang          | Rang   |
| --- | ------------------- | ------------ | ------- | ------------- | ------------- | ---------------- | ------------- | ------ |
| Frauen |                     |              |         |               |               |                  |               |        |
| Rani Rosius | 100 m               | 11,47 s      | 10      | 11,53 s       | 19            | ausgeschieden    | ausgeschieden | 19     |
| Delphine Nkansa | 100 m               | 11,33 s      | 1       | 11,39 s       | 11            | ausgeschieden    | ausgeschieden | 11     |
| Delphine Nkansa | 200 m               | 23,08 s      | 5       | 23,28 s       | 11            | ausgeschieden    | ausgeschieden | 11     |
| Imke Vervaet | 200 m               | 23,05 s      | 4       | 23,48 s       | 18            | ausgeschieden    | ausgeschieden | 18     |
| Cynthia Bolingo Mbongo | 400 m               | –            | –       | 50,83 s       | 6             | 50,94 s          | 7             | 7      |
| Camille Laus | 400 m               | 51,91 s      | 7       | 54,28         | 24            | ausgeschieden    | ausgeschieden | 24     |
| Naomi Van Den Broeck | 400 m               | 52,80 s      | 16      | ausgeschieden | ausgeschieden | ausgeschieden    | ausgeschieden | 28     |
| Vanessa Scaunet | 800 m               | DNF          | DNF     | ausgeschieden | ausgeschieden | ausgeschieden    | ausgeschieden | DNF    |
| Elise Vanderelst | 1500 m              | 4:07,62 min  | 17      | —             | —             | ausgeschieden    | ausgeschieden | 17     |
| Lisa Rooms | 5000 m              | —            | —       | —             | —             | 15:50,59 min     | 15            | 15     |
| Anne Zagré | 100 m Hürden        | 13,12 s      | 2       | 13,12 s       | 13            | ausgeschieden    | ausgeschieden | 13     |
| Hanne Claes | 400 m Hürden        | –            | –       | 55,31 s       | 9             | ausgeschieden    | ausgeschieden | 9      |
| Paulien Couckuyt | 400 m Hürden        | –            | –       | 56,14 s       | 13            | ausgeschieden    | ausgeschieden | 13     |
| Nina Hespel | 400 m Hürden        | 56,72 s      | 10      | 59,15 s       | 23            | ausgeschieden    | ausgeschieden | 23     |
| Eline Dalemans | 3000 m Hindernis    | 10:15,73 min | 29      | —             | —             | ausgeschieden    | ausgeschieden | 29     |
| Mieke Gorissen | Marathon            | —            | —       | —             | —             | 2:31:48 h        | 13            | 13     |
| Hanne Verbruggen | Marathon            | —            | —       | —             | —             | 2:29:44 h        | 8             | 8      |
| Astrid Verhoeven | Marathon            | —            | —       | —             | —             | 2:40:03 h        | 33            | 33     |
| Mieke Gorissen Hanne Verbruggen Astrid Verhoeven | Marathon Mannschaft | —            | —       | —             | —             | 7:41:35 h        | 4             | 4      |
| Elise Mehuys Delphine Nkansa Rani Vincke Rani Rosius Marine Jehaes (Ersatz) Mariam Oulare (Ersatz)                                                                    | 4 × 100 m           | 43,58 s      | 7       | —             | —             | 43,98 s          | 6             | 6      |
| Cynthia Bolingo Mbongo Hanne Claes Helena Ponette Camille Laus Naomi Van Den Broeck (Vorlauf) Imke Vervaet (Vorlauf)                                                  | 4 × 400 m           | 3:25,44 min  | 2       | —             | —             | 3:26,09 min (NR) | 4             | 4      |
| Männer |                     |              |         |               |               |                  |               |        |
| Kobe Vleminckx | 100 m               | 10,34 s      | 9       | 10,34 s       | 19            | ausgeschieden    | ausgeschieden | 19     |
| Robin Vanderbemden | 200 m               | 20,90 s      | 15      | ausgeschieden | ausgeschieden | ausgeschieden    | ausgeschieden | 26     |
| Dylan Borlée | 400 m               | –            | –       | 45,67 s       | 10            | 45,39 s          | 5             | 5      |
| Kévin Borlée | 400 m               | –            | –       | DNF           | DNF           | ausgeschieden    | ausgeschieden | DNF    |
| Alexander Doom | 400 m               | –            | –       | 45,77         | 13            | ausgeschieden    | ausgeschieden | 13     |
| Eliott Crestan | 800 m               | 1:47,41 min  | 8       | 1:47,13 min   | 5             | 1:45,68 min      | 8             | 8      |
| Tibo De Smet | 800 m               | 1:46,48 min  | 4       | 1:49,10 min   | 14            | ausgeschieden    | ausgeschieden | 14     |
| Aurèle Vandeputte | 800 m               | 1:48,46 min  | 30      | ausgeschieden | ausgeschieden | ausgeschieden    | ausgeschieden | 30     |
| Ismael Debjani | 1500 m              | 3:38,96 min  | 9       | —             | —             | 3:43,28 min      | 12            | 12     |
| Tarik Moukrime | 1500 m              | 4:07,20 min  | 13      | —             | —             | ausgeschieden    | ausgeschieden | 13     |
| Ruben Verheyden | 1500 m              | 3:44,76 min  | 25      | —             | —             | ausgeschieden    | ausgeschieden | 25     |
| Isaac Kimeli | 5000 m              | —            | —       | —             | —             | 13:33,39 min     | 11            | 11     |
| Michael Somers | 5000 m              | —            | —       | —             | —             | 13:57,82 min     | 23            | 23     |
| Simon Debognies | 10.000 m            | —            | —       | —             | —             | 28:08,60 min     | 13            | 13     |
| Isaac Kimeli | 10.000 m            | —            | —       | —             | —             | DNF              | DNF           | DNF    |
| Michael Somers | 10.000 m            | —            | —       | —             | —             | 29:10,13 min     | 21            | 21     |
| Michael Obasuyi | 110 m Hürden        | 13,90 s      | 17      | ausgeschieden | ausgeschieden | ausgeschieden    | ausgeschieden | 27     |
| Dries Van Nieuwenhove | 400 m Hürden        | 50,85 s      | 19      | 51,14 s       | 24            | ausgeschieden    | ausgeschieden | 24     |
| Julien Watrin | 400 m Hürden        | –            | –       | 48,81 s       | 3             | 48,98 s          | 6             | 6      |
| Rémi Schyns | 3000 m Hindernis    | 9:21,85 min  | 31      | —             | —             | 8:26,49 min      | 5             | 5      |
| Tim Van de Velde | 3000 m Hindernis    | 8:38,23 min  | 17      | —             | —             | 8:37,51 min      | 14            | 14     |
| Soufiane Bouchikhi | Marathon            | —            | —       | —             | —             | DNF              | DNF           | DNF    |
| Koen Naert | Marathon            | —            | —       | —             | —             | 2:11:28 h        | 8             | 8      |
| Nicolaï Saké | Marathon            | —            | —       | —             | —             | DNF              | DNF           | DNF    |
| Nicolaï Saké Soufiane Bouchikhi Koen Naert | Marathon Mannschaft | —            | —       | —             | —             | NM               | NM            | NM     |
| Robin Vanderbemden Ward Merckx Jordan Paquot Kobe Vleminckx Simon Verherstraeten (Vorlauf) Valentijn Hoornaert (Ersatz) Kasmi Amine (Ersatz) Antoine Snyders (Ersatz) | 4 × 100 m           | 38,73 s (NR) | 5       | —             | —             | 39,01 s          | 6             | 6      |
| Alexander Doom Julien Watrin Kévin Borlée Dylan Borlée Jonathan Borlée (Vorlauf) Jonathan Sacoor (Vorlauf) Christian Iguacel (Ersatz)                                 | 4 × 400 m           | 3:01,80 min  | 4       | —             | —             | 2:59,49 min      | 2             | Silber |

Springen und Werfen
| Athleten              | Wettbewerb     | Qualifikation | Qualifikation | Finale        | Finale        | Rang |
| Athleten              | Wettbewerb     | Weite/Höhe    | Rang          | Weite/Höhe    | Rang          | Rang |
| --------------------- | -------------- | ------------- | ------------- | ------------- | ------------- | ---- |
| Frauen                |                |               |               |               |               |      |
| Vanessa Sterckendries | Hammerwurf     | 66,95 m       | 18            | ausgeschieden | ausgeschieden | 18   |
| Männer                |                |               |               |               |               |      |
| Thomas Carmoy         | Hochsprung     | 2,21 m        | 1             | 2,23 m        | 5             | 5    |
| Ben Broeders          | Stabhochsprung | 5,50 m        | 15            | ausgeschieden | ausgeschieden | 15   |
| Philip Milanov        | Diskuswurf     | 61,04 m       | 15            | ausgeschieden | ausgeschieden | 15   |
| Timothy Herman        | Speerwurf      | 77,20 m       | 12            | 74,84 m       | 10            | 10   |

 Mehrkampf 
| Athletinnen      | 100 m Hürden | 100 m Hürden | Hochsprung | Hochsprung | Kugelstoßen | Kugelstoßen | 200 m   | 200 m  | Weitsprung | Weitsprung | Speerwurf | Speerwurf | 800 m       | 800 m  | Gesamt | Gesamt |
| Athletinnen      | Zeit         | Punkte       | Höhe       | Punkte     | Weite       | Punkte      | Zeit    | Punkte | Weite      | Punkte     | Weite     | Punkte    | Zeit        | Punkte | Punkte | Rang   |
| ---------------- | ------------ | ------------ | ---------- | ---------- | ----------- | ----------- | ------- | ------ | ---------- | ---------- | --------- | --------- | ----------- | ------ | ------ | ------ |
| Siebenkampf      |              |              |            |            |             |             |         |        |            |            |           |           |             |        |        |        |
| Nafissatou Thiam | 13,34 s      | 1074         | 1,98 m     | 1211       | 14,95 m     | 858         | 24,64 s | 920    | 6,08 m     | 874        | 48,89 m   | 839       | 2:17,95 min | 852    | 6628   | Gold   |
| Noor Vidts       | 13,26 s      | 108          | 1,83 m     | 1016       | 13,86 m     | 785         | 24,14 s | 967    | 6,31 m     | 946        | 41,82 m   | 702       | 2:09,63 min | 970    | 6467   | 4      |

| Athleten         | 100 m   | 100 m | Weitsprung | Weitsprung | Kugelstoßen | Kugelstoßen | Hochsprung | Hochsprung | 400 m   | 400 m | 110 m Hürden | 110 m Hürden | Diskuswurf | Diskuswurf | Stabhochsprung | Stabhochsprung | Speerwurf | Speerwurf | 1500 m      | 1500 m | Gesamt | Gesamt |
| Athleten         | Zeit    | Pkte. | Weite      | Pkte.      | Weite       | Pkte.       | Höhe       | Pkte.      | Zeit    | Pkte. | Zeit         | Pkte.        | Weite      | Pkte.      | Höhe           | Pkte.          | Weite     | Pkte.     | Zeit        | Pkte.  | Punkte | Rang   |
| ---------------- | ------- | ----- | ---------- | ---------- | ----------- | ----------- | ---------- | ---------- | ------- | ----- | ------------ | ------------ | ---------- | ---------- | -------------- | -------------- | --------- | --------- | ----------- | ------ | ------ | ------ |
| Zehnkampf        |         |       |            |            |             |             |            |            |         |       |              |              |            |            |                |                |           |           |             |        |        |        |
| Niels Pittomvils | 11,32 s | 791   | 7,10 m     | 838        | 15,25 m     | 805         | 2,02 m     | 822        | 51,09 s | 765   | 14,81 s      | 873          | 46,77 m    | 3          | 4,70 m         | 819            | 56,30 m   | 682       | 4:42,62 min | 664    | 7862   | 12     |

### Radsport

#### Bahn
| Athleten                                                            | Wettbewerb            | Qualifikation | Qualifikation | 1, Runde     | 1, Runde | Halbfinale | Halbfinale | Finals        | Finals        | Rang   |
| Athleten                                                            | Wettbewerb            | Zeit          | Rang          | Zeit         | Rang     | Zeit       | Rang       | Zeit/Punkte   | Rang          | Rang   |
| ------------------------------------------------------------------- | --------------------- | ------------- | ------------- | ------------ | -------- | ---------- | ---------- | ------------- | ------------- | ------ |
| Frauen                                                              |                       |               |               |              |          |            |            |               |               |        |
| Katrijn De Clercq                                                   | Einerverfolgung       | 3:38,700 min  | 13            | —            | —        | —          | —          | ausgeschieden | ausgeschieden | 13     |
| Marith Vanhove                                                      | Einerverfolgung       | 3:35,819 min  | 11            | —            | —        | —          | —          | ausgeschieden | ausgeschieden | 11     |
| Nicky Degrendele                                                    | Keirin                | —             | —             | –            | 2        | –          | 1          | –             | 4             | 4      |
| Katrijn De Clercq                                                   | 10 km Scratch         | —             | —             | —            | —        | —          | —          | –             | 8             | 8      |
| Lotte Kopecky                                                       | 25 km Punktefahren    | —             | —             | —            | —        | —          | —          | 85 Punkte     | 1             | Gold   |
| Katrijn De Clercq Marith Vanhove                                    | Madison               | —             | —             | —            | —        | —          | —          | −120 Punkte   | 10            | 10     |
| Männer                                                              |                       |               |               |              |          |            |            |               |               |        |
| Thibaut Bernard                                                     | Einerverfolgung       | 4:19,761 min  | 10            | —            | —        | —          | —          | ausgeschieden | ausgeschieden | 10     |
| Brent Van Mulders                                                   | Einerverfolgung       | 4:27,012 min  | 18            | —            | —        | —          | —          | ausgeschieden | ausgeschieden | 18     |
| Maxwell De Broeder                                                  | 1 km Zeitfahren       | 1:03,533 min  | 16            | —            | —        | —          | —          | ausgeschieden | ausgeschieden | 16     |
| Arthur Senrame                                                      | Keirin                | —             | —             | –            | 1        | –          | 1          | –             | 6             | 6      |
| Arthur Senrame                                                      | 1 km Zeitfahren       | 1:04,072 min  | 17            | —            | —        | —          | —          | ausgeschieden | ausgeschieden | 17     |
| Robbe Ghys                                                          | 40 km Punktefahren    | —             | —             | —            | —        | —          | —          | 123 Punkte    | 2             | Silber |
| Jules Hesters                                                       | Ausscheidungsfahren   | —             | —             | —            | —        | —          | —          | –             | 3             | Bronze |
| Jules Hesters                                                       | 15 km Scratch         | —             | —             | —            | —        | —          | —          | –             | 5             | 5      |
| Robbe Ghys Fabio Van den Bossche                                    | Madison               | —             | —             | —            | —        | —          | —          | 58 Punkte     | 3             | Bronze |
| Arthur Senrame Maxwell De Broeder Brent Van Mulders Thibaut Bernard | Mannschaftsverfolgung | 4:03,021 min  | 8             | 4:00,674 min | 2        | —          | —          | ausgeschieden | ausgeschieden | 6      |

| Athleten         | Wettbewerb | Qualifikation | Qualifikation | 1, Runde | 1, Runde | Achtelfinale    | Achtelfinale | Viertelfinale | Viertelfinale | Halbfinale    | Halbfinale    | Finale/Platz 3 | Finale/Platz 3 | Rang |
| Athleten         | Wettbewerb | Zeit          | Rang          | Gegner   | Ergebnis | Gegner          | Ergebnis     | Gegner        | Ergebnis      | Gegner        | Ergebnis      | Gegner         | Ergebnis       | Rang |
| ---------------- | ---------- | ------------- | ------------- | -------- | -------- | --------------- | ------------ | ------------- | ------------- | ------------- | ------------- | -------------- | -------------- | ---- |
| Frauen           |            |               |               |          |          |                 |              |               |               |               |               |                |                |      |
| Nicky Degrendele | Sprint     | 10,779 s      | 10            | Freilos  | Freilos  | Sophie Capewell | N            | ausgeschieden | ausgeschieden | ausgeschieden | ausgeschieden | ausgeschieden  | ausgeschieden  | 11   |

| Athleten              | Wettbewerb | Qualifikation Punktefahren | Qualifikation Punktefahren | Scratch | Scratch | Temporennen | Temporennen | Ausscheidungs- fahren | Ausscheidungs- fahren | Punkte- fahren | Punkte- fahren | Punkte | Rang |
| Athleten              | Wettbewerb | Punkte                     | Rang                       | Punkte  | Rang    | Punkte      | Rang        | Punkte                | Rang                  | Punkte         | Zieleinlauf    | Punkte | Rang |
| --------------------- | ---------- | -------------------------- | -------------------------- | ------- | ------- | ----------- | ----------- | --------------------- | --------------------- | -------------- | -------------- | ------ | ---- |
| Frauen                |            |                            |                            |         |         |             |             |                       |                       |                |                |        |      |
| Lotte Kopecky         | Omnium     | —                          | —                          | 26      | 8       | 26          | 8           | 38                    | 2                     | 43             | 5              | 133    | 4    |
| Männer                |            |                            |                            |         |         |             |             |                       |                       |                |                |        |      |
| Fabio Van den Bossche | Omnium     | 11                         | 1                          | 40      | 1       | 36          | 3           | 24                    | 9                     | 25             | 14             | 125    | 6    |

#### Straße
| Athleten           | Wettbewerb       | Zeit         | Rang   |
| ------------------ | ---------------- | ------------ | ------ |
| Frauen             |                  |              |        |
| Sanne Cant         | Straßenrennen    | 2:59:20 h    | 24     |
| Kim de Baat        | Straßenrennen    | DNF          | DNF    |
| Valerie Demey      | Straßenrennen    | 3:02:28 h    | 75     |
| Justine Ghekiere   | Straßenrennen    | 2:59:30 h    | 34     |
| Lone Meertens      | Straßenrennen    | 3:02:32 h    | 86     |
| Marthe Truyen      | Straßenrennen    | 3:02:28 h    | 73     |
| Julie Van de Velde | Straßenrennen    | 3:02:32 h    | 85     |
| Julie Van de Velde | Einzelzeitfahren | 32:30,76 min | 7      |
| Jesse Vandenbulcke | Straßenrennen    | 3:02:23 h    | 69     |
| Männer             |                  |              |        |
| Dries De Bondt     | Straßenrennen    | 4:45:27 h    | 115    |
| Aimé De Gendt      | Straßenrennen    | 4:39:35 h    | 79     |
| Rune Herregodts    | Straßenrennen    | 4:45:27 h    | 116    |
| Rune Herregodts    | Einzelzeitfahren | 28:43,80 min | 12     |
| Tim Merlier        | Straßenrennen    | 4:38:49 h    | Bronze |
| Edward Theuns      | Straßenrennen    | 4:38:57 h    | 29     |
| Dries Van Gestel   | Straßenrennen    | 4:39:39 h    | 80     |
| Bert Van Lerberghe | Straßenrennen    | 4:38:52 h    | 24     |

#### Mountainbike
| Athleten            | Wettbewerb    | Zeit      | Rang |
| ------------------- | ------------- | --------- | ---- |
| Frauen              |               |           |      |
| Emeline Detilleux   | Cross-Country | -1LAP     | 33   |
| Githa Michiels      | Cross-Country | 1:38:28 h | 29   |
| Männer              |               |           |      |
| Pierre de Froidmont | Cross-Country | 1:22:32 h | 38   |
| Jens Schuermans     | Cross-Country | 1:18:34 h | 6    |
| Daan Soete          | Cross-Country | 1:20:27 h | 18   |

### Rudern
| Athleten                                            | Wettbewerb           | Vorlauf     | Vorlauf | Vorlauf        | Hoffnungslauf | Hoffnungslauf | Hoffnungslauf  | Halbfinale  | Halbfinale | Halbfinale    | Finale      | Finale | Rang |
| Athleten                                            | Wettbewerb           | Zeit        | Rang    | Qualifikation  | Zeit          | Rang          | Qualifikation  | Zeit        | Rang       | Qualifikation | Zeit        | Rang   | Rang |
| --------------------------------------------------- | -------------------- | ----------- | ------- | -------------- | ------------- | ------------- | -------------- | ----------- | ---------- | ------------- | ----------- | ------ | ---- |
| Männer                                              |                      |             |         |                |               |               |                |             |            |               |             |        |      |
| Marlon Colpaert                                     | Leichtgewichts-Einer | BUW         | 4       | Hoffnungslauf  | 7:49,86 min   | 2             | A/B-Halbfinale | 7:29,90 min | 5          | B-Finale      | 7:39,70 min | 5      | 11   |
| Tim Brys Gaston Mercier Ward Lemmelijn Ruben Claeys | Doppelvierer         | 6:24,16 min | 5       | A/B-Halbfinale | –             | –             | –              | 6:31,47 min | 6          | B-Finale      | 6:07,51 min | 6      | 12   |

### Sportklettern
| Athleten          | Wettbewerb      | Qualifikation | Qualifikation | Halbfinale    | Halbfinale    | Finale        | Finale        | Rang |
| Athleten          | Wettbewerb      | Punkte        | Rang          | Punkte        | Rang          | Punkte        | Rang          | Rang |
| ----------------- | --------------- | ------------- | ------------- | ------------- | ------------- | ------------- | ------------- | ---- |
| Frauen            |                 |               |               |               |               |               |               |      |
| Chloé Caulier     | Bouldern        | 3T5z 6 11     | 1             | 3T4z 7 10     | 2             | 1T3z 4 7      | 4             | 4    |
| Chloé Caulier     | Lead            | 14,46         | 14            | 19+           | 16            | ausgeschieden | ausgeschieden | 16   |
| Chloé Caulier     | Bouldern & Lead | —             | —             | —             | —             | 30,0          | 8             | 8    |
| Männer            |                 |               |               |               |               |               |               |      |
| Nicolas Collin    | Bouldern        | 1T2z 2 2      | 27            | ausgeschieden | ausgeschieden | ausgeschieden | ausgeschieden | 27   |
| Nicolas Collin    | Lead            | 22,36         | 23            | 32+           | 20            | ausgeschieden | ausgeschieden | 20   |
| Simon Lorenzi     | Bouldern        | 2T5z 7 17     | 23            | ausgeschieden | ausgeschieden | ausgeschieden | ausgeschieden | 23   |
| Simon Lorenzi     | Lead            | 23,78         | 26            | 30+           | 22            | ausgeschieden | ausgeschieden | 22   |
| Hannes Van Duysen | Bouldern        | 0T2z 0 5      | 41            | ausgeschieden | ausgeschieden | ausgeschieden | ausgeschieden | 41   |
| Hannes Van Duysen | Lead            | 20,15         | 30            | 36+           | 12            | ausgeschieden | ausgeschieden | 12   |

### Tischtennis
| Athleten                       | Wettbewerb | Gruppenphase                   | Gruppenphase | Vorrunde | Vorrunde | 1, Runde                            | 1, Runde | 2, Runde                            | 2, Runde      | Achtelfinale                       | Achtelfinale  | Viertelfinale                     | Viertelfinale | Halbfinale    | Halbfinale    | Finale        | Finale        | Rang |
| Athleten                       | Wettbewerb | Gegner                         | Erg,         | Gegner   | Erg,     | Gegner                              | Erg,     | Gegner                              | Erg,          | Gegner                             | Erg,          | Gegner                            | Erg,          | Gegner        | Erg,          | Gegner        | Erg,          | Rang |
| ------------------------------ | ---------- | ------------------------------ | ------------ | -------- | -------- | ----------------------------------- | -------- | ----------------------------------- | ------------- | ---------------------------------- | ------------- | --------------------------------- | ------------- | ------------- | ------------- | ------------- | ------------- | ---- |
| Frauen                         |            |                                |              |          |          |                                     |          |                                     |               |                                    |               |                                   |               |               |               |               |               |      |
| Margo Degraef                  | Einzel     | Shouohan Men                   | 0:3          | Freilos  | Freilos  | Mateja Jeger                        | 2:3      | ausgeschieden                       | ausgeschieden | ausgeschieden                      | ausgeschieden | ausgeschieden                     | ausgeschieden | ausgeschieden | ausgeschieden | ausgeschieden | ausgeschieden | 73   |
| Margo Degraef                  | Einzel     | Ramona Betz                    | 3:0          | Freilos  | Freilos  | Mateja Jeger                        | 2:3      | ausgeschieden                       | ausgeschieden | ausgeschieden                      | ausgeschieden | ausgeschieden                     | ausgeschieden | ausgeschieden | ausgeschieden | ausgeschieden | ausgeschieden | 73   |
| Margo Degraef Sofia Xuan Zhang | Doppel     | —                              | —            | —        | —        | Freilos                             | Freilos  | Amelie Solja / Markéta Ševčíková    | 0:3           | ausgeschieden                      | ausgeschieden | ausgeschieden                     | ausgeschieden | ausgeschieden | ausgeschieden | ausgeschieden | ausgeschieden | 33   |
| Männer                         |            |                                |              |          |          |                                     |          |                                     |               |                                    |               |                                   |               |               |               |               |               |      |
| Martin Allegro                 | Einzel     | Anton Limonow                  | 3:0          | Freilos  | Freilos  | Alexis Lebrun                       | 1:4      | ausgeschieden                       | ausgeschieden | ausgeschieden                      | ausgeschieden | ausgeschieden                     | ausgeschieden | ausgeschieden | ausgeschieden | ausgeschieden | ausgeschieden | 33   |
| Martin Allegro                 | Einzel     | Aleksandar Karakašević         | 3:0          | Freilos  | Freilos  | Alexis Lebrun                       | 1:4      | ausgeschieden                       | ausgeschieden | ausgeschieden                      | ausgeschieden | ausgeschieden                     | ausgeschieden | ausgeschieden | ausgeschieden | ausgeschieden | ausgeschieden | 33   |
| Florent Lambiet                | Einzel     | Marios Yiangou                 | 3:0          | Freilos  | Freilos  | Alexis Lebrun                       | 4:1      | ausgeschieden                       | ausgeschieden | ausgeschieden                      | ausgeschieden | ausgeschieden                     | ausgeschieden | ausgeschieden | ausgeschieden | ausgeschieden | ausgeschieden | 33   |
| Florent Lambiet                | Einzel     | Ľubomír Pištej                 | 3:1          | Freilos  | Freilos  | Alexis Lebrun                       | 4:1      | ausgeschieden                       | ausgeschieden | ausgeschieden                      | ausgeschieden | ausgeschieden                     | ausgeschieden | ausgeschieden | ausgeschieden | ausgeschieden | ausgeschieden | 33   |
| Florent Lambiet                | Einzel     | Konstantinos Konstantinopoulos | 3:0          | Freilos  | Freilos  | Alexis Lebrun                       | 4:1      | ausgeschieden                       | ausgeschieden | ausgeschieden                      | ausgeschieden | ausgeschieden                     | ausgeschieden | ausgeschieden | ausgeschieden | ausgeschieden | ausgeschieden | 33   |
| Cédric Nuytinck                | Einzel     | Daniel Berzosa                 | 3:0          | Freilos  | Freilos  | Robert Gardos                       | 4:1      | Alexis Lebrun                       | 0:4           | ausgeschieden                      | ausgeschieden | ausgeschieden                     | ausgeschieden | ausgeschieden | ausgeschieden | ausgeschieden | ausgeschieden | 17   |
| Cédric Nuytinck                | Einzel     | Tobias Rasmussen               | 3:0          | Freilos  | Freilos  | Robert Gardos                       | 4:1      | Alexis Lebrun                       | 0:4           | ausgeschieden                      | ausgeschieden | ausgeschieden                     | ausgeschieden | ausgeschieden | ausgeschieden | ausgeschieden | ausgeschieden | 17   |
| Adrien Rassenfosse             | Einzel     | Tilen Cvetko                   | 3:0          | Freilos  | Freilos  | Simon Gauzy                         | 4:3      | Tomislav Pucar                      | 3:4           | ausgeschieden                      | ausgeschieden | ausgeschieden                     | ausgeschieden | ausgeschieden | ausgeschieden | ausgeschieden | ausgeschieden | 17   |
| Adrien Rassenfosse             | Einzel     | Tal Israeli                    | 3:0          | Freilos  | Freilos  | Simon Gauzy                         | 4:3      | Tomislav Pucar                      | 3:4           | ausgeschieden                      | ausgeschieden | ausgeschieden                     | ausgeschieden | ausgeschieden | ausgeschieden | ausgeschieden | ausgeschieden | 17   |
| Florent Lambiet Martin Allegro | Doppel     | —                              | —            | —        | —        | Freilos                             | Freilos  | Peter Hribar / Tilen Cvetko         | 3:1           | János Bence Majoros / Csaba András | 3:0           | Mattias Falck / Kristian Karlsson | 0:3           | ausgeschieden | ausgeschieden | ausgeschieden | ausgeschieden | 5    |
| Cédric Nuytinck Jakub Dyjas    | Doppel     | —                              | —            | —        | —        | Freilos                             | Freilos  | Filip Zeljko / Frane Kojić          | 3:1           | Jon Persson / Anton Källberg       | 2:3           | ausgeschieden                     | ausgeschieden | ausgeschieden | ausgeschieden | ausgeschieden | ausgeschieden | 9    |
| Adrien Rassenfosse Borgar Haug | Doppel     | —                              | —            | —        | —        | Freilos                             | Freilos  | Jaroslaw Schmudenko / Anton Limonow | 3:0           | ausgeschieden                      | ausgeschieden | ausgeschieden                     | ausgeschieden | ausgeschieden | ausgeschieden | ausgeschieden | ausgeschieden | 17   |
| Adrien Rassenfosse Borgar Haug | Doppel     | —                              | —            | —        | —        | Freilos                             | Freilos  | Jiří Martinko / Pavel Sirucek       | 1:3           | ausgeschieden                      | ausgeschieden | ausgeschieden                     | ausgeschieden | ausgeschieden | ausgeschieden | ausgeschieden | ausgeschieden | 17   |
| Mixed                          |            |                                |              |          |          |                                     |          |                                     |               |                                    |               |                                   |               |               |               |               |               |      |
| Margo Degraef Michael Tauber   | Doppel     | —                              | —            | —        | —        | Carlos Caballero / Sofia Xuan Zhang | 1:3      | ausgeschieden                       | ausgeschieden | ausgeschieden                      | ausgeschieden | ausgeschieden                     | ausgeschieden | ausgeschieden | ausgeschieden | ausgeschieden | ausgeschieden | 49   |

### Triathlon
| Athleten                                                            | Wettbewerb | Zeit      | Rang |
| ------------------------------------------------------------------- | ---------- | --------- | ---- |
| Frauen                                                              |            |           |      |
| Valerie Barthelemy                                                  | Einzel     | 1:54:11 h | 14   |
| Hanne De Vet                                                        | Einzel     | 1:57:21 h | 22   |
| Jolien Vermeylen                                                    | Einzel     | DNF       | DNF  |
| Männer                                                              |            |           |      |
| Jelle Geens                                                         | Einzel     | 1:41:39 h | 5    |
| Noah Servais                                                        | Einzel     | 1:49:17 h | 50   |
| Erwin Vanderplancke                                                 | Einzel     | 1:46:32 h | 38   |
| Mixed                                                               |            |           |      |
| Erwin Vanderplancke Valerie Barthelemy Jelle Geens Jolien Vermeylen | Staffel    | 1:27:01 h | 4    |

### Turnen
| Athleten                                                                 | Wettbewerb           | Qualifikation | Qualifikation | Finale        | Finale        | Rang |
| Athleten                                                                 | Wettbewerb           | Punkte        | Rang          | Punkte        | Rang          | Rang |
| ------------------------------------------------------------------------ | -------------------- | ------------- | ------------- | ------------- | ------------- | ---- |
| Frauen                                                                   |                      |               |               |               |               |      |
| Maellyse Brassart                                                        | Boden                | 11,700        | 69            | ausgeschieden | ausgeschieden | 69   |
| Maellyse Brassart                                                        | Stufenbarren         | 13,133        | 17            | ausgeschieden | ausgeschieden | 17   |
| Fien Enghels                                                             | Schwebebalken        | 12,700        | 19            | ausgeschieden | ausgeschieden | 19   |
| Fien Enghels                                                             | Stufenbarren         | 12,600        | 36            | ausgeschieden | ausgeschieden | 36   |
| Noemie Louon                                                             | Boden                | DNS           | DNS           | ausgeschieden | ausgeschieden | DNS  |
| Noemie Louon                                                             | Schwebebalken        | 12,933        | 13            | ausgeschieden | ausgeschieden | 13   |
| Noemie Louon                                                             | Stufenbarren         | 12,933        | 24            | ausgeschieden | ausgeschieden | 24   |
| Noemie Louon                                                             | Mehrkampf Einzel     | —             | —             | DNF           | DNF           | DNF  |
| Lisa Vaelen                                                              | Boden                | 13,066        | 12            | ausgeschieden | ausgeschieden | 12   |
| Lisa Vaelen                                                              | Schwebebalken        | 12,933        | 14            | ausgeschieden | ausgeschieden | 14   |
| Lisa Vaelen                                                              | Sprung               | 13,616        | 5             | 13,583        | 4             | 4    |
| Lisa Vaelen                                                              | Stufenbarren         | 13,500        | 11            | ausgeschieden | ausgeschieden | 11   |
| Lisa Vaelen                                                              | Mehrkampf Einzel     | —             | —             | 53,699        | 5             | 5    |
| Jutta Verkest                                                            | Boden                | 12,566        | 29            | ausgeschieden | ausgeschieden | 29   |
| Jutta Verkest                                                            | Schwebebalken        | 13,000        | 11            | ausgeschieden | ausgeschieden | 11   |
| Noemie Louon Lisa Vaelen Maellyse Brassart Jutta Verkest Fien Enghels    | Mehrkampf Mannschaft | 155,663       | 5             | 155,530       | 5             | 5    |
| Männer                                                                   |                      |               |               |               |               |      |
| Glen Cuyle                                                               | Boden                | 12,100        | 95            | ausgeschieden | ausgeschieden | 95   |
| Glen Cuyle                                                               | Ringe                | 13,333        | 38            | ausgeschieden | ausgeschieden | 38   |
| Nicola Cuyle                                                             | Barren               | 13,033        | 60            | ausgeschieden | ausgeschieden | 60   |
| Nicola Cuyle                                                             | Boden                | 12,733        | 71            | ausgeschieden | ausgeschieden | 71   |
| Nicola Cuyle                                                             | Pauschenpferd        | 12,900        | 48            | ausgeschieden | ausgeschieden | 48   |
| Nicola Cuyle                                                             | Reck                 | 12,233        | 82            | ausgeschieden | ausgeschieden | 82   |
| Noah Kuavita                                                             | Barren               | 14,000        | 24            | ausgeschieden | ausgeschieden | 24   |
| Noah Kuavita                                                             | Pauschenpferd        | 13,233        | 33            | ausgeschieden | ausgeschieden | 33   |
| Noah Kuavita                                                             | Reck                 | 14,066        | 4             | 13,166        | 7             | 7    |
| Noah Kuavita                                                             | Ringe                | 12,266        | 92            | ausgeschieden | ausgeschieden | 92   |
| Takumi Onoshima                                                          | Barren               | 13,533        | 44            | ausgeschieden | ausgeschieden | 44   |
| Takumi Onoshima                                                          | Boden                | 13,866        | 18            | ausgeschieden | ausgeschieden | 18   |
| Takumi Onoshima                                                          | Pauschenpferd        | 11,166        | 95            | ausgeschieden | ausgeschieden | 95   |
| Takumi Onoshima                                                          | Reck                 | 13,733        | 12            | ausgeschieden | ausgeschieden | 12   |
| Takumi Onoshima                                                          | Ringe                | 13,133        | 45            | ausgeschieden | ausgeschieden | 45   |
| Takumi Onoshima                                                          | Mehrkampf Einzel     | —             | —             | 79,397        | 27            | 27   |
| Luka Van den Keybus                                                      | Barren               | 13,500        | 46            | ausgeschieden | ausgeschieden | 46   |
| Luka Van den Keybus                                                      | Boden                | 12,500        | 84            | ausgeschieden | ausgeschieden | 84   |
| Luka Van den Keybus                                                      | Pauschenpferd        | 10,900        | 99            | ausgeschieden | ausgeschieden | 99   |
| Luka Van den Keybus                                                      | Reck                 | 13,466        | 24            | ausgeschieden | ausgeschieden | 24   |
| Luka Van den Keybus                                                      | Ringe                | 12,766        | 75            | ausgeschieden | ausgeschieden | 75   |
| Luka Van den Keybus                                                      | Mehrkampf Einzel     | —             | —             | 77,198        | 40            | 33   |
| Luka Van den Keybus Takumi Onoshima Glen Cuyle Nicola Cuyle Noah Kuavita | Mehrkampf Mannschaft | 240,727       | 12            | ausgeschieden | ausgeschieden | 12   |